# Moretta (café)
Pour les articles homonymes, voir Moretta (homonymie).
La Moretta (de l'italien Moretta fanese soit en français Noirette ou encore Moresquette) est un café alcoolisé qui trouve son origine à Fano, dans la région des Marches, en Italie. Il s’agit d’une boisson forte, bue comme digestif ou pour se réchauffer.

## Historique
La moretta est née des habitudes des pêcheurs du port de Fano, pour se réchauffer lors des journées froides quand ils sortaient en  mer. C'est la pauvreté qui a permis de composer ce mélange du café avec les fonds des bouteilles de boissons alcooliques.
Aujourd’hui la moretta est l'un des cocktails officiels de l’AIBES (Association italienne Barman e Sostenitori).

## Préparation
Le mélange utilisé dans la moretta est composé d'anisette, de brandy et de rhum en parts égales. On peut aussi remplacer le rhum par du cognac.
Le mélange est chauffé avec du sucre jusqu’à ce qu’il fonde, avant d'y ajouter un zeste de citron ou d’orange. Ensuite, on met le café bouillant expresso, délicatement, pour éviter le mélange de l’alcool et du café.
Il est bu dans des petits verres qui permettent aux clients de voir clairement les trois niveaux (alcool, café et mousse) qu'ils mélangent ensuite.